# Cervonohirka, Lîpova Dolîna
Cervonohirka (în ucraineană Червоногірка) este un sat în așezarea urbană Lîpova Dolîna din regiunea Sumî, Ucraina.

## Demografie
Componența lingvistică a localității Cervonohirka
     Ucraineană (93,88%)
     Rusă (5,1%)
     Română (1,02%)
Conform recensământului din 2001, majoritatea populației localității Cervonohirka era vorbitoare de ucraineană (93,88%), existând în minoritate și vorbitori de rusă (5,1%) și română (1,02%).